# Теоделінда де Богарне
Теоделінда де Богарне або Теоделінда Лейхтенберзька (фр. Theodelinde de Beauharnais, Theodelinde de Leuchtenberg; 13 квітня 1814—1 квітня 1857) — принцеса Лейхтенберзька, донька Ежена де Богарне, герцога Лейхтенберзького, та Августи Баварської, дружина Вільгельма Вюртемберзького.

## Біографія
Теоделінда Луїза Євгенія Августа Наполеона народилася 13 квітня 1814 в Мантуї. Вона була п'ятою дитиною в родині віце-короля Італії Ежена де Богарне та його дружини Августи Баварської, що була донькою короля Баварії Максиміліана I. У батьків новонародженої вже були три доньки і син.
20 квітня 1814 в Мілані спалахнуло повстання проти французів. 26 квітня Ежен із родиною поспіхом перебрався до Мюнхену, де знайшов притулок у свого тестя. Згідно з договором у Фонтенбло принцу Ежену де Богарне було надано 5 мільйонів франків за відмову від його італійських володінь. Титулу віце-короля він також позбавлялся, а його діти вже не мали права називатися принцами та принцесами Франції та Італії.

Невдовзі у в родині з'явився ще один син, якого нарекли Максиміліаном та донька, що прожила лише тиждень.

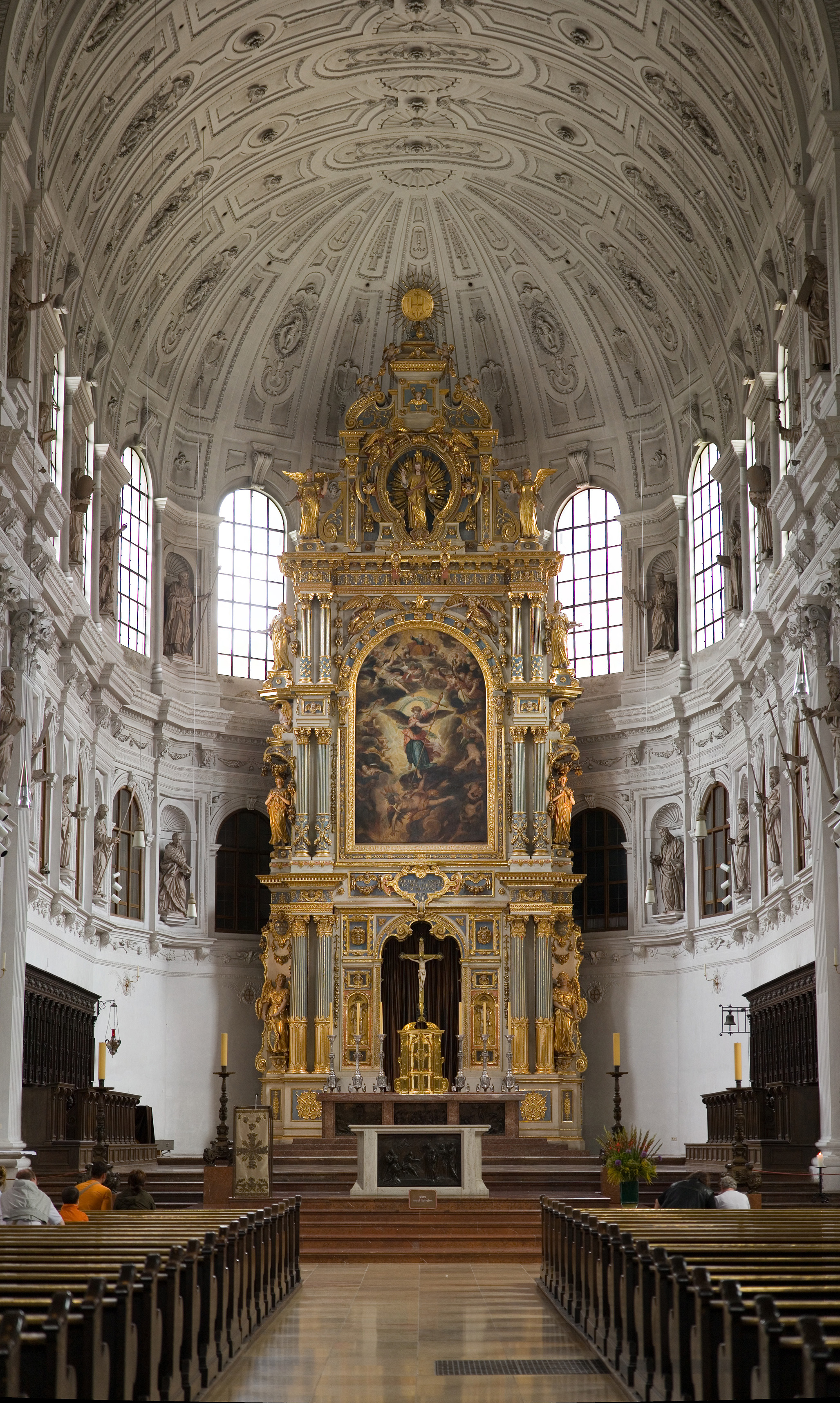
Вівтар церкви Св. Михайла

Від 1817 року Теоделінда носила титул принцеси Лейхтенберзької, оскільки її батько придбав у Максиміліана I князівство Ейхштетт та отримав титул герцога Лейхтенберзького. 1823 року її старша сестра Жозефіна від'їхала до Скандинавії, пошлюбившись із шведським кронпринцом Оскаром. Батько помер наступного року від апоплексичного удару.
Сама Теоделінда Луїза вийшла заміж пізніше за всіх братів та сестер, лише коли їй виповнилося 26 років. 8 лютого 1841 року у Мюнхені вона взяла шлюб із графом Вюртемберзьким Вільгельмом. Щоб одружитися з Теоделіндою наречений перейшов у католицтво. У пари народилося четверо доньок.
1 квітня 1857 року Теоделінда Лейхтенберзька померла вранці у Штутгарті. Її тіло було поховане у каплиці королівського замку у Людвігсбурзі. Серце принцеси перенесено до склепіння Віттельсбахів у церкві Святого Михайла в Мюнхені, де покояться її батьки.

## Родина
Чоловік — Вільгельм Вюртемберзький
Діти:
- Августіна Євгенія (1842—1916) — пошлюблена із Рудольфом Енценберзьким, а згодом — з графом Тюн та Гогенштайн Францем Йозефом, мала п'ятьох дітей від двох шлюбів.[2]
- Марія Жозефіна (1844—1864) — померла неодруженою у віці 19 років.
- Євгенія Амалія (1848—1867) — померла неодруженою у віці 19 років.
- Матильда Августа (1854—1907) — одружена з Паоло Альтьєрі, принцом Віано, мала із ним п'ятьох синів та трьох доньок.[3]